# Placówka (Hajnówka)

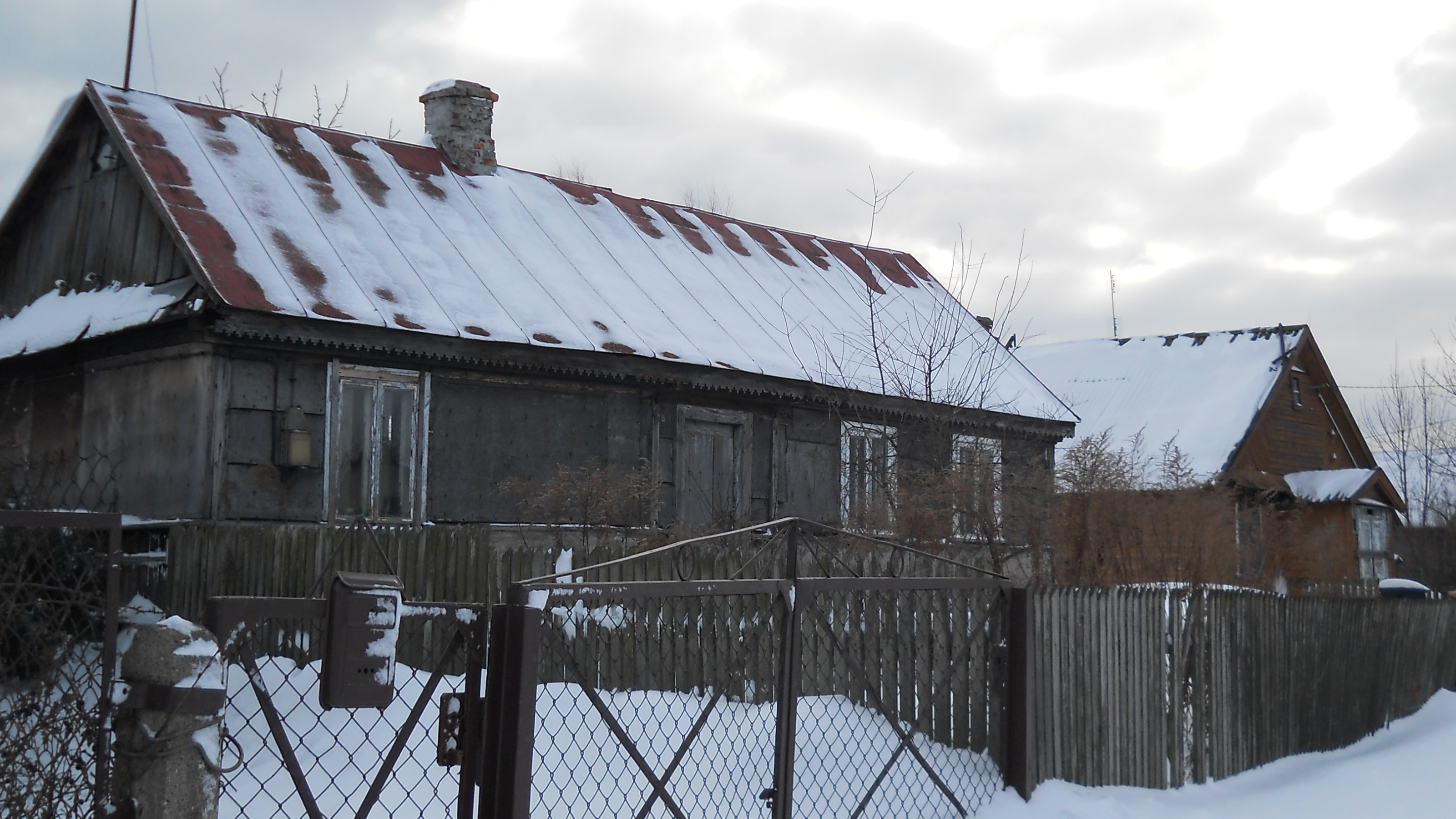
Domy z lat 20. i 30. XX w. przy ul. Białostockiej

Placówka – dzielnica Hajnówki położona między linią kolejową do Cisówki, ulicami Sportową, Nadbrzeżną, Wróblewskiego i Tamary Sołoniewicz.
W obrębie dzielnicy znajduje się Cerkiew Św. Trójcy, Ośrodek Sportu i Rekreacji, Hajnowski Dom Kultury a także Szkoła Podstawowa nr 2. W dzielnicy dominuje zabudowa jednorodzinna.

## Historia
Dzielnica znajduje się na obszarze dawnego uroczyska Skarbosławka, w którym założono straż (Straż Hajnowska), która dała początek miastu.
Placówka to dawniej samodzielna wieś. Za II RP należała do gminy Łosinka w powiecie bielskim w województwie białostockim. 13 kwietnia 1929 weszła w skład nowo utworzonej gminy Hajnówka w tymże powiecie, której 1 kwietnia 1930 nadano status gminy wiejskiej o miejskich uprawnieniach finansowych. Gmina Hajnówka przetrwała tylko ponad rok, bo już 30 czerwca 1930 zniesiono ją, a Placówka powróciła do gminy Łosinka.
16 października 1933 roku Placówka wraz z Fabryką Chemiczną utworzyły gromadę Placówka w gminie Łosinka.
1 października 1934 po raz drugi utworzono gminę Hajnówka, w związku z czym Placówkę ponownie odłączono od gminy Łosinka (którą zniesiono) i włączono do gminy Hajnówka.
Po II wojnie światowej Placówka zachowała przynależność administracyjną. 1 lipca 1952 gromadę Placówkę (z Fabryką Chemiczną) zniesiono, włączając ją do miasta Hajnówki.

## Ulice
Główne ulice: Białostocka, Lipowa, Nadbrzeżna, W. Wróblewskiego